# Klasztor Urszulanek Unii Rzymskiej w Poznaniu
Klasztor Urszulanek Unii Rzymskiej w Poznaniu – zabytkowy zespół dworu (Zespół Dworski - Pokrzywno I) wraz z klasztorem znajdujący się w Poznaniu w Pokrzywnie przy ul. Pokrzywno 1.

## Historia
W 1925 Urszulanki Unii Rzymskiej nabyły teren w Pokrzywnie (wtedy poza miastem) i rozpoczęły budowę domu wypoczynkowego i ośrodka rekolekcyjnego. Budowę ukończono 28 sierpnia 1927 poświęceniem domu i kaplicy.
W czasie II wojny światowej na teren klasztoru Niemcy przesiedlili 40 zakonnic z Poznania oraz utworzyli obóz pracy. W budynkach klasztornych w 1941 zakwaterowano chłopców z Hitlerjugend, następnie utworzono tam szpital dla chorych na gruźlicę. W 1943 wysiedlono z terenów klasztoru ludność cywilną, a w sierpniu 1944 rozpoczęto prace nad przekształceniem budynków w Centralny Instytut Badań nad Rakiem - placówkę naukową Uniwersytetu Rzeszy w Poznaniu, co było tylko przykrywką do prowadzenia badań nad bronią biologiczną, którymi kierował nazistowski naukowiec Kurt Blome. Na budowie pracowało ponad 500 osób z Poznania i Łodzi, a prace nadzorowało SS. Zbudowano 4 baraki służące jako pomieszczenia do badań, komorę gazową oraz krematorium. Zniszczono część zabudowań sakralnych w klasztorze. W celach obronnych przy skrzyżowaniu ul. Pokrzywno i Urszulanek został wybudowany schron z otworami strzelniczymi.
Po wojnie klasztor zajęły wojska radzieckie. Opuściły go we wrześniu 1945. Zniszczone części klasztoru zostały odbudowane. W 1950 Skarb Państwa przejął większość terenów klasztornych (100 ha, budynki gospodarcze, inwentarz), Urszulankom zostawiając park i ogród.
W 1963 w połowie domu został utworzony przez władze miejskie Zakład Specjalny dla przewlekle chorych kobiet, następnie Państwowy Dom Pomocy Społecznej dla Dorosłych. 8 października 1989 placówkę odwiedził premier Tadeusz Mazowiecki, otrzymał 3 200 000 zł jako „dar serca na potrzeby kraju”. W 1998 Urszulanki przejęły prowadzenie Domu Pomocy Społecznej.
W okresie 1987–1990 został wybudowany dom dla nowicjatu.